# Tablettes de Cournon
Les tablettes de Cournon , appelé aussi dolmen des Tablettes, est un dolmen situé à Cournon, dans le Morbihan en France.

## Localisation
Le mégalithe est situé un peu à l'est du hameau des Roches, à environ 2 km à vol d'oiseau au nord-ouest du bourg de Cournon et environ 900 m au sud-est du bourg de La Gacilly.

## Historique
Le dolmen est décrit par Ogée dès 1843, description reprise par Cayoy-Delandre en 1847. Le monument a été fouillé vers 1900 par le comte de Gouyon et en 1933 par L. Marsille.
Le dolmen est classé au titre des monuments historiques en 1932.

## Description
Le dolmen a été endommagé par des fouilles successives qui ont contribué à le fragiliser et à déstabiliser progressivement les tables de couvertures qui se sont fracturées.
Le dolmen mesure 5 m de long sur 2,70 m de large et 1,5 m de hauteur. Il comporte encore deux tables de couverture dont une brisée qui a été consolidée avec des piliers en béton. L'architecture du dolmen est difficile à comprendre compte tenu de son état (absence de couloir, dalles éparses au sol) mais la présence de cloisons transversales côté sud pourrait le rattacher au groupe des dolmens angevins. Toutes les dalles sont en poudingue, ce qui implique un transport sur place préalable car le substrat rocheux local est constitué de schistes. Le dolmen a été édifié directement sur le rocher sous-jacent. Lors des fouilles effectué par Marsille, le sol de la chambre était encore partiellement recouvert d'un double dallage assez grossier séparé par une couche de terre, la couche inférieure du dallage ayant probablement été installée pour aplanir le sol.
Marsille a recueilli dans la chambre quelques tessons d'une poterie grossière.